# Маджоре, Джулио
Джулио Маджоре (итал. Giulio Maggiore; родился 12 марта 1998, Генуя, Италия) — итальянский футболист, полузащитник итальянского клуба «Салернитана».

## Клубная карьера
Джулио Маджоре начинал карьеру в футбольном клубе «Специя» из одноименного города. Первую игру на профессиональном уровне провел 20 сентября 2016 года, появившись на поле в матче Серии В c «Трапани».
По итогам сезона 2019/20 Маджоре вместе со своей командой получил путевку в Серию А. Дебют в высшей лиге состоялся в игре с клубом "Сассуоло 27 сентября 2020 года, где его команда потерпела поражение со счетом 4-1. В конце сезона «Специя» смогла сохранить место в лиге, а Джулио Маджоре получил капитанскую повязку.
16 августа 2022 года Маджоре подписал четырехлетний контракт с футбольным клубом «Салернитана».

## Международная карьера
Маджоре был включен в сборную Италии (до 21 года) для участия в кубке УЕФА Euro U21.

## Статистика
По состоянию на март 2022 года.
| Клуб             | Сезон            | Лига             | Лига | Лига  | Кубок Италии | Кубок Италии | Всего | Всего |
| Клуб             | Сезон            | Лига             | Apps | Goals | Apps         | Goals        | Apps  | Goals |
| ---------------- | ---------------- | ---------------- | ---- | ----- | ------------ | ------------ | ----- | ----- |
| Специя           | 2016/17          | Серия B          | 27   | 1     | 1            | 0            | 28    | 1     |
| Специя           | 2017/18          | Серия B          | 30   | 3     | 0            | 0            | 30    | 3     |
| Специя           | 2018/19          | Серия B          | 23   | 5     | 0            | 0            | 23    | 5     |
| Специя           | 2019/20          | Серия B          | 34   | 2     | 2            | 0            | 36    | 2     |
| Специя           | 2020/21          | Серия A          | 33   | 3     | 2            | 2            | 35    | 5     |
| Специя           | 2021/22          | Серия A          | 35   | 2     | 1            | 0            | 36    | 2     |
| Специя           | Всего            | Всего            | 182  | 16    | 7            | 2            | 188   | 18    |
| Всего за карьеру | Всего за карьеру | Всего за карьеру | 182  | 16    | 7            | 2            | 188   | 18    |